# Lake Mystic
Lake Mystic – jednostka osadnicza w Stanach Zjednoczonych, w stanie Floryda, w hrabstwie Liberty.